# Bill Wedderburn, Baron Wedderburn of Charlton

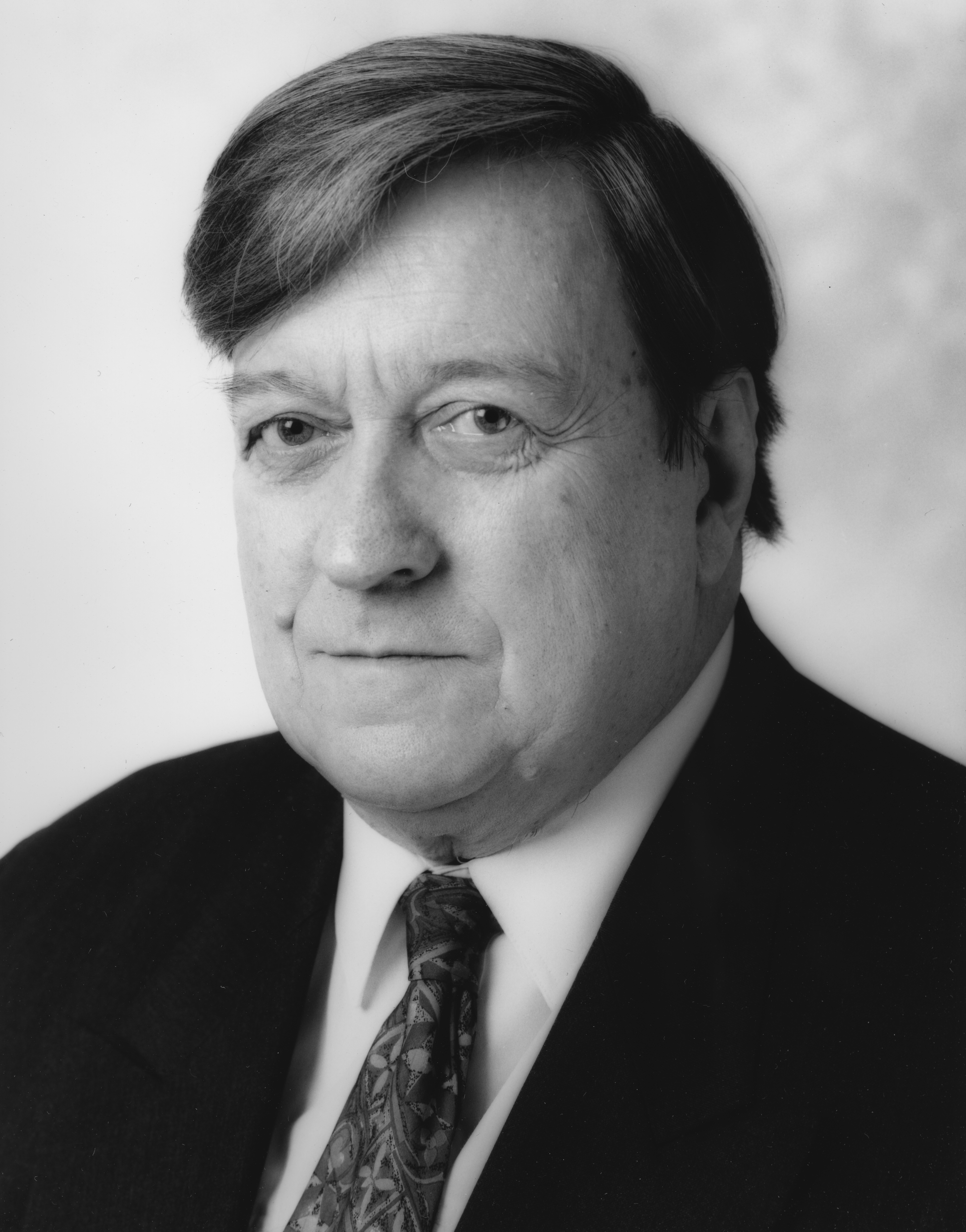
Bill Wedderburn, Baron Wedderburn of Charlton

Kenneth William „Bill“ Wedderburn, Baron Wedderburn of Charlton QC (* 13. April 1927 in Deptford; † 9. März 2012) war ein britischer Jurist, Hochschullehrer und Politiker der Labour Party, der mit seinem 1965 erschienenen Fachbuch The Worker and the Law zu einem Pionier auf dem Gebiet des Arbeitsrechts in Großbritannien wurde.

## Leben

### Studium und Professor an der LSE
Nach dem Besuch der Haberdashers' Aske's Boys' School in New Cross und der Whitgift School in South Croydon erhielt Wedderburn ein Stipendium zum Studium der Rechtswissenschaften am Queens’ College der University of Cambridge und schloss dieses Studium 1949 mit einem Bachelor of Laws (LL.B.) mit Auszeichnung ab.
Nachdem er zwischen 1949 und 1951 seinen Militärdienst in der Royal Air Force abgeleistet hatte, wurde er Fellow am Clare College der University of Cambridge, wo er Grundzüge des Arbeitsrechts im Rahmen des damals lediglich unterrichteten Wirtschaftsrechts einführte. 1953 wurde er durch die Anwaltskammer von Middle Temple zum Rechtsanwalt berufen.
Nachdem Otto Kahn-Freund 1964 als Professor für vergleichende Rechtswissenschaft an die University of Oxford berufen worden war, wurde Wedderburn dessen Nachfolger als Professor an der London School of Economics and Political Science und begründete dort eine herausragende Schule für Arbeitsrecht mit einer Reihe hervorragender Studenten.
Neben seiner Lehrtätigkeit begründeten insbesondere seine große Anzahl von Büchern, Artikeln und Aufsätzen seiner langjährigen Ruf.
Dabei veröffentlichte er bereits mit seinem ersten Fachbuch auf dem Gebiet des Arbeitsrechts, The Worker and the Law (1965) ein Standardwerk, das in den folgenden 25 Jahren mehrfach in stets ausverkauften Neuauflagen erschien. In der ersten Auflage lag der Schwerpunkt auf dem Gebiet des frühen britischen Arbeitsrechts, das beispielsweise durch das Trade Disputes Act 1906 die Immunität der Gewerkschaften bezüglich der Haftung für Schäden einführte, die durch Streiks entstanden. Spätere Auflagen befassten sich dagegen mit den weiteren Entwicklungen, die durch den Beitritt Großbritanniens zu den Europäischen Gemeinschaften entstanden.

### Gewerkschaftsberater und Mitglied des House of Lords
1971 begann er als Berater des Trades Union Congress (TUC), des Dachverbandes der britischen Gewerkschaften, gegen das von der Regierung der Conservative Party 1971 eingeführte Gesetz über industrielle Beziehungen (Industrial Relations Bill), und erhielt stehende Ovation nach einer Rede vor Funktionären der Gewerkschaften in der Royal Albert Hall.
Nachdem die Labour Party nach dem Sieg bei den Unterhauswahlen am 28. Februar 1974 mit Harold Wilson wieder den Premierminister stellen konnte, war Wedderburn Verfasser des Trade Union and Labour Relations Act 1974, der das Gesetz der Tory-Regierung ersetzen sollte. Anschließend wurde er Vorsitzender des Unabhängigen Revisionsausschusses des TUC und war Mitglied der nach dem Vorsitzenden Alan Bullock genannten Bullock-Kommission über die Mitbestimmung der Arbeitnehmer.
1977 wurde er als Life Peer mit dem Titel eines Baron Wedderburn of Charlton in den Adelsstand erhoben und war fortan Mitglied des House of Lords, dem Oberhaus des britischen Parlaments.
In der Folgezeit veröffentlichte er eine Reihe von vergleichenden Studien wie Labour Law and the Community (1983) und Employment Rights in Britain and Europe (1991). Daneben organisierte und besuchte er zahllose internationale Wissenschaftliche Konferenzen, die ihn zu einem führenden Fachmann des Europäischen Arbeitsrechts machten. Wedderburn, der sich auch mit Vertragsrecht, Deliktsrecht und Handelsrecht beschäftigte, war 17 Jahre lang Herausgeber der Fachzeitschrift Modern Law Review. 1981 wurde er zum Mitglied der British Academy gewählt.
Baron Wedderburn, der auch weiterhin als Rechtsanwalt tätig war und 1990 zum Kronanwalt ernannt wurde, lehrte an der London School of Economics and Political Science bis zu seiner Emeritierung 1992.
Während der Regierung von Premierministerin Margaret Thatcher stimmte er gegen alle acht gegen die Gewerkschaften gerichteten Gesetze, die im House of Lords beraten wurde. Zu dieser Zeit gehörte er überwiegend der Labour-Führung, der Front Bench, im Oberhaus an und lieferte sich insbesondere mit Viscount Hailsham, dem Lordkanzler der Regierung Thatcher, erbitterte Rededuelle.
1989 gehörte er zu den Mitgründern des Instituts für Beschäftigungsrechte (Institute of Employment Rights), einer von den Gewerkschaften unterstützten Denkfabrik für Arbeitnehmerrechte, und war bis 1995 dessen Präsident. In dieser Position hoffte er, dass das Institut die Gesetzgebung zukünftiger Labour-Regierungen beeinflussen würde. So legte er einige Jahre vor dem Beginn der New Labour 1997 fest, was er bei den Reformen des Gewerkschaftsrechts erwartete.